# Zygodon campylophyllus
Zygodon campylophyllus är en bladmossart som beskrevs av C. Müller 1849. Zygodon campylophyllus ingår i släktet ärgmossor, och familjen Orthotrichaceae. Inga underarter finns listade i Catalogue of Life.